# Virilité (essai)
Virilité (Manliness) est un essai de Harvey Mansfield d'abord publié par Yale University Press en 2006. Mansfield est professeur de sciences politiques à l'université Harvard. Dans ce livre, il définit la virilité comme "la confiance dans une situation de risque" et suggère que cette qualité est actuellement sous-évaluée dans la société occidentale.
Il suggère que la qualité est plus fréquente chez les hommes que chez les femmes, mais n'exclut pas strictement les femmes (il cite Margaret Thatcher). Il suggère également que la qualité est "bonne et mauvaise", pas toute bonne, mais pas non plus totalement mauvaise. Son point principal est que l'idéologie de la neutralité du genre nie à la fois la réalité des qualités spécifiques liées à chaque sexe, et des précieuses composantes de celles-ci, au détriment de la société.
Mansfield attribue la montée de l'idéologie du genre neutre à Karl Marx ou Jean-Paul Sartre, puis aux féministes qui en reprennent les idées dans le cadre d'un programme politique. Il cite Simone de Beauvoir, Betty Friedan et Germaine Greer.

## Résumé
Mansfield évalue le concept de virilité tel qu'il a été exprimé dans l'Histoire de la civilisation occidentale, et prend en considération ses vertus. Comme Mansfield a déclaré à Tom Ashbrook sur NPR, "Certaines personnes disent que la virilité n'existe pas. D'autres disent qu'elle existe et que c'est mauvais. Je dis qu'elle existe et que c'est bon ... et mauvais."
En se basant sur la philosophie classique, la littérature et la science, Mansfield fait valoir que la virilité est une vertu principalement associée avec le sexe masculin qui est préférable à l'idéologie répandue du genre neutre institutionnel.
En commençant avec les découvertes scientifiques modernes, Mansfield les met en lien pour avoir un aperçu sur la façon dont ces réalités biologiques innées pourraient exercer une influence sur l'identité de genre et les préférences de rôle de genre. Mansfield enchaine sur la littérature, en s'appuyant sur Homère, Rudyard Kipling, et Hemingway à l'appui de sa thèse que la virilité a été une composante perpétuelle de la psyché et du comportement masculins.
Mansfield propose ensuite une analyse des forces historiques aux XIXe et début du XXe siècle, de relever Simone de Beauvoir, Betty Friedan et Germaine Greer comme les principales auteures responsables d'avoir eu une influence sur ce qu'il estime être le démantèlement de la virilité. Ces auteures partagent deux hypothèses communes qu'elles ont reprises d'écrivains antérieurs : de Marx, elles ont conçu la théorie de l'exploitation économique, et de Nietzsche, des accointances avec le nihilisme. Enfin, Mansfield se tourne vers Aristote qu'il voit comme le révélateur archétypal de la virilité pour identifier la qualité du "courage philosophique", dont Mansfield conclut que c'est l'idéal pour la compréhension de la virilité.